# Pływanie synchroniczne na Letnich Igrzyskach Olimpijskich 2016 – duety
Duety kobiet były jedną z dwóch konkurencji w pływaniu sychronicznym jakie rozegrano podczas XXX Letnich Igrzysk Olimpijskich w Rio de Janeiro. Konkurencja została rozegrana w Olympic Aquatics Stadium w dniach 14 – 19 sierpnia.
Do rywalizacji przystąpiły 24 duety.
W eliminacjach każdy z duetów wykonuje w program techniczny oraz program dowolny.
Każdy program jest oceniany odrębnie. Suma punktów z obu programów decyduje o zajętym miejscu.
Do finału kwalifikuje się 12 najlepszych duetów. W finale każdy z duetów wykonuje program dowolny.
Na końcowy wynik składa się ocena uzyskana za program dowolny w finale oraz ocena za program techniczny z eliminacji.

## Terminarz
| Data             |                                 |
| ---------------- | ------------------------------- |
| 14 sierpnia 2016 | Eliminacje – program techniczny |
| 15 sierpnia 2016 | Eliminacje – program dowolny    |
| 16 sierpnia 2016 | Finał – program dowolny         |

## Wyniki

### Eliminacje
| Pozycja | Kraj              | Zawodniczki                                   | Runda techniczna | Rudna dowolna | Łącznie  |
| ------- | ----------------- | --------------------------------------------- | ---------------- | ------------- | -------- |
| 1.      | Rosja             | Swietłana Romaszyna, Natalja Iszczenko        | 96,4577          | 98,0667       | 194,5244 |
| 2.      | Chiny             | Huang Xuechen, Sun Wenyan                     | 95,3688          | 96,0667       | 191,4355 |
| 3.      | Japonia           | Yukiko Inui, Risako Mitsui                    | 93,1214          | 94,4000       | 187,5214 |
| 4.      | Ukraina           | Łolita Ananasowa, Anna Wołoszyna              | 93,1358          | 93,5333       | 186,6691 |
| 5.      | Hiszpania         | Ona Carbonell, Gemma Mengual                  | 92,5024          | 93,7667       | 186,2691 |
| 6.      | Włochy            | Linda Cerruti, Costanza Ferro                 | 90,4412          | 91,1333       | 181,5745 |
| 7.      | Kanada            | Jacqueline Simoneau, Karine Thomas            | 89,2916          | 90,0667       | 179,3583 |
| 8.      | Francja           | Margaux Chrétien, Laura Augé                  | 86,2824          | 86,8667       | 173,1491 |
| 9.      | Stany Zjednoczone | Anita Alvarez, Mariya Koroleva                | 86,4612          | 86,4333       | 172,8945 |
| 10.     | Grecja            | Evangelia Papazoglou, Evangelia Platanioti    | 85,3550          | 86,1000       | 171,4550 |
| 11.     | Meksyk            | Karem Achach, Nuria Diosdado                  | 84,9268          | 85,7333       | 170,6601 |
| 12.     | Austria           | Anna-Maria Alexandri, Eirini-Marina Alexandri | 85,0637          | 85,2667       | 170,3304 |
| 13.     | Brazylia          | Luisa Borges, Maria Eduarda Miccuci           | 83,3008          | 84,0333       | 167,3341 |
| 14.     | Szwajcaria        | Sophie Giger, Sascia Kraus                    | 83,3366          | 83,5667       | 166,9033 |
| 15.     | Kazachstan        | Aleksandra Niemicz, Jekatierina Niemicz       | 81,4686          | 81,4000       | 162,8686 |
| 16.     | Kolumbia          | Estefanía Álvarez, Mónica Arango              | 80,3363          | 80,4667       | 160,8030 |
| 17.     | Wielka Brytania   | Katie Clark, Olivia Federici                  | 80,7650          | 79,9667       | 160,7317 |
| 18.     | Czechy            | Alžběta Dufková, Soňa Bernardová              | 80,0640          | 80,5333       | 160,5973 |
| 19.     | Argentyna         | Etel Sánchez, Sofia Sánchez                   | 79,4829          | 79,8333       | 159,3162 |
| 20.     | Izrael            | Anastasija Hłuszkow, Jewgenija Tetelbaum      | 79,4488          | 78,9000       | 158,3488 |
| 21.     | Białoruś          | Iryna Limanouska, Wieronika Jesipowicz        | 78,9913          | 79,0000       | 157,9913 |
| 22.     | Słowacja          | Nada Daabousová, Jana Labáthová               | 78,3607          | 77,7000       | 156,0607 |
| 23.     | Egipt             | Samia Ahmed, Dara Hassanien                   | 76,5306          | 77,6000       | 154,1306 |
| 24.     | Australia         | Nikita Pablo, Rose Stackpole                  | 73,6360          | 74,7667       | 148,4027 |

### Finał
| Kraj              | Zawodniczki                                   | Runda techniczna | Rudna dowolna | Łącznie  | Pozycja |
| ----------------- | --------------------------------------------- | ---------------- | ------------- | -------- | ------- |
| Rosja             | Swietłana Romaszyna, Natalja Iszczenko        | 96,4577          | 98,5333       | 194,9910 | złoto   |
| Chiny             | Huang Xuechen, Sun Wenyan                     | 95,3688          | 97,0000       | 192,3688 | srebro  |
| Japonia           | Yukiko Inui, Risako Mitsui                    | 93,1214          | 94,9333       | 188,0547 | brąz    |
| Ukraina           | Łolita Ananasowa, Anna Wołoszyna              | 93,1358          | 94,0000       | 187,1358 | 4.      |
| Hiszpania         | Ona Carbonell, Gemma Mengual                  | 92,5024          | 94,1333       | 186,6357 | 5.      |
| Włochy            | Linda Cerruti, Costanza Ferro                 | 90,4412          | 92,3667       | 182,8079 | 6.      |
| Kanada            | Jacqueline Simoneau, Karine Thomas            | 89,2916          | 90,6000       | 179,8916 | 7.      |
| Francja           | Margaux Chrétien, Laura Augé                  | 86,2824          | 97,9667       | 174,2491 | 8.      |
| Stany Zjednoczone | Anita Alvarez, Mariya Koroleva                | 86,4612          | 87,5333       | 173,9945 | 9.      |
| Grecja            | Evangelia Papazoglou, Evangelia Platanioti    | 85,3550          | 86,5000       | 171,8550 | 10.     |
| Meksyk            | Karem Achach, Nuria Diosdado                  | 84,9268          | 86,0667       | 170,9935 | 11.     |
| Austria           | Anna-Maria Alexandri, Eirini-Marina Alexandri | 85,0637          | 85,5333       | 170,5970 | 12.     |